# El Mirador, Miacatlán
El Mirador är en ort i Mexiko.   Den ligger i kommunen Miacatlán och delstaten Morelos, i den sydöstra delen av landet, 80 km söder om huvudstaden Mexico City. El Mirador ligger 1 064 meter över havet och antalet invånare är 1 392.
Terrängen runt El Mirador är kuperad norrut, men söderut är den platt. Terrängen runt El Mirador sluttar söderut. Runt El Mirador är det ganska tätbefolkat, med 120 invånare per kvadratkilometer. Närmaste större samhälle är Temixco, 15,2 km nordost om El Mirador. I omgivningarna runt El Mirador växer huvudsakligen savannskog.